# Matthew Flinders
Matthew Flinders (ur. 16 marca 1774 r. w Donington, zm. 19 lipca 1814 r. Londynie) – angielski podróżnik i żeglarz, jeden z najbardziej zasłużonych odkrywców swojej epoki. W ciągu swojej zaledwie dwudziestoletniej kariery Flinders żeglował wspólnie z kapitanem Williamem Blighem, okrążył Australię, przeżył zatonięcie statku i był uwięziony jako szpieg. Jako pierwszy zidentyfikował problem jaki stanowił wpływ żelaznych elementów kadłuba statku na kompas i opracował metody zapobiegawcze. Dziełem jego życia jest książka opisująca podróż, odkrycie i opisanie Australii "A Voyage To Terra Australis".
Urodzony w Donington, w Lincolnshire w Anglii, od dzieciństwa marzyły mu się przygody i podróże. W wieku 15 lat wstąpił do marynarki, gdzie między innymi służył na okręcie kapitana Bligha transportującym drzewa chlebowe z Tahiti na Jamajkę.
W późniejszym czasie Flinders popłynął do Australii na pokładzie okrętu "The Reliance" udowadniając swoje wysokie umiejętności jako nawigator i kartograf. W 1796 rozpoczął eksplorację Australii na pokładzie maleńkiego stateczku "Tomcio Paluch" (Tom Thumb) opływając i mapując okolice Sydney. Dwa lata później opłynął dookoła Ziemię van Diemena (przemianowaną później na Tasmanię) i udowodnił, że jest ona wyspą. Cieśnina pomiędzy Australią a Tasmanią została nazwana przez niego Cieśniną Bassa (od nazwiska lekarza pokładowego George’a Bassa), a jedna w większych odkrytych wysp otrzymała później nazwę wyspy Flindersa.
W 1800 roku Flinders powrócił do Anglii gdzie wziął ślub. Wkrótce otrzymał też nowe zadanie od rządu brytyjskiego – tym razem poproszono go o opłynięcie Australii. Flinders wyruszył w drogę na pokładzie okrętu "The Investigator". 6 grudnia 1801 roku wyprawie Flindersa odsłonił się przylądek Cape Leeuwin i Flinders rozpoczął eksplorację południowego wybrzeża Australii, płynąc na wschód w kierunku Sydney. 8 kwietnia 1802 na wysokości nowo odkrytej Wyspy Kangura napotkał ekspedycję innego odkrywcy – Francuza Nicolasa Boudina. Flinders i Baudin wymienili się mapami i odkryciami, a na cześć ich spotkania Flinders nazwał zatokę w której miało ono miejsce Zatoką Spotkania (ang. Encouter Bay). Następnie obaj podróżnicy popłynęli wspólnie do Sydney, skąd Flinders kontynuował swoją wyprawę płynąc na północ wzdłuż zachodniego wybrzeża Australii, opływając i mapując ją.
Później w tym roku Flinders wyruszył do Anglii na pokładzie "The Porpoise", ale statek ten rozbił się na Wielkiej Rafie Koralowej. Flinders powrócił do Sydney na szkunerze holowanym wcześniej za "The Porpoise", pokonując tym małym statkiem dystans ponad 700 mil. Po przybyciu do Sydney zorganizował ekspedycję ratunkową dla reszty załogi pozostawionej na tak nazwanej później Rafie Wraku (ang. Wreck Reef).
Po uratowaniu załogi, Flinders ponownie wyruszył do Anglii, tym razem na pokładzie szkunera "The Cumberland", ale po drodze pogarszający się stan statku zmusił go do zawinięcia do portu na Mauritiusie. Nie wiedział jednak o tym, że Anglia ponownie znalazła się w stanie wojny z Francją. Francuski gubernator wyspy generał Da Caen uwięził Flindersa jako szpiega i Flinders ostatecznie spędził w więzieniu prawie 7 lat.
Flinders powrócił wreszcie do Anglii w październiku 1810 roku i natychmiast rozpoczął pracę nad manuskryptem opisu jego podróży do Australii. "A Voyage To Terra Australis" została wydana 18 lipca 1814, dzień później Flinders zmarł w wieku zaledwie 40 lat.